# The Woodentops
The Woodentops est un groupe de rock britannique, originaire de Londres, en Angleterre. Il est initialement actif de 1983 à 1992, et reformé depuis 2006. Leur son d'abord caractérisé par une grande fraîcheur et une légèreté reposant sur un retour revendiqué à l'acoustique, évolue à partir de 1986 vers des sonorités plus électroniques, une accélération du rythme qui fit la réputation du groupe sur scène, et des accointances de plus en plus affirmées avec la scène dance. Groupe très estimé par la critique indépendantes, notamment en France par les Inrockuptibles naissants, les Woodentops n'ont jamais accédé à un vrai succès populaire, sauf au Japon.  

## Biographie

### Débuts
Le groupe se forme à Northampton, au printemps 1983, mais migre immédiatement dans le sud de Londres. Le nom choisi, les Woodentops (les tête de bois), peut avoir plusieurs sens : c’est le nom d’un programme télévisé anglais pour la jeunesse de la fin des années 1950 mettant en scène des marionnettes, mais il désigne aussi une guitare acoustique, un abruti ou un policier. 
Le groupe est composé au début de Rolo McGinty (guitare, voix, composition), Simon Mawby (guitare), Alice Thompson (claviers), Paul Hookham (batterie) et James Rawlings (basse). Pendant l’été, les Woodentops répètent dans un ancien entrepôt de Clapham junction appartenant à la designer Patti Bharti qui signera la plupart des pochettes du groupe. Celui-ci se produit dans des soirées, des cinémas, des galeries d’art,  et dans la rue. Rapidement, ils intègrent le circuit des grands clubs londoniens comme le Marquee à Soho, Dingwalls, le Rock Garden et l’Electric Ballrooms. Puis, ils accompagnent Julian Cope en tournée. En 1984, Les Woodentops publient un premier single, Plenty, sur Food records, le label d’un ami de McGinty. Le titre bénéficie d’une critique enflammée de Morrissey dans le magazine Melody Maker. Ils continuent à tourner avec Everything but the girl, puis les Smiths. Ils signent chez Rough Trade et bénéficient du soutien de John Peel. 

### Première manière
Le premier single publié chez Rough Trade Records, Move Me, en 1985, voit l’arrivée de Frank de Freitas  à la basse. C’est un hit indépendant international. Il est suivi par Well, well, well, lui aussi produit par Andy Partridge de XTC. Paul Hookham quitte le groupe pour rejoindre les Redskins. Il est remplacé à la batterie par Benny Staples, dont le jeu convient idéalement aux compositions de Rolo McGinty. Alors que la composition « classique » du groupe est fixée, le son atteint une première maturité. Le dernier single produit en 1985, It Will Come, est accompagné d’un premier clip video de Panni BhartiDeux petites compilation viennent clore cette époque héroïque ; le six-titres Straight Eight Bushwaker, et la compilation Well Well Well, qui rassemble la presque intégralité du matériel déjà publié par les Woodentops. 
Le premier album studio du groupe, Giant, est enregistré à la fin de 1985 et sort à l’été 1986. C’est un succès critique unanime et l’apogée de la première manière du groupe, plus spontanée et plus pop. Le son est marqué par les guitares acoustiques et l’utilisation d’une grande variété d’instruments (accordéon, marimba, instruments à cordes, trompette). Plusieurs singles en sont extraits, dont Good Thing qui devient un hit grand public. Un contrat avec CBS Records est signé. Les tournées de Woodentops sont maintenant internationales, parcourant l’Europe, les États-Unis et le Japon. 

### Seconde manière
Sur scène, le groupe évolue vers un son plus expérimental, des guitares plus agressives, un rythme plus frénétique et l’utilisation d’instruments électroniques. Sa réputation de groupe de scène se renforce. Alice Thompson quitte le groupe pour se consacrer à l’écriture. Elle est remplacée aux claviers par la violoniste Anne Stephenson, des Communards. Le Live Hypnobeat Live, enregistré lors d’une session pour la radio californienne KROQ en novembre 1986 documente le nouveau son du groupe. Le disque va rester de longs mois en tête des charts indépendants et le titre Why, amené aux Baléares par DJ Alfredo, devient un des premiers hits de la scène dance émergente d’Ibiza en 1987. À partir de ce moment, Rolo McGinty s'intéresse de plus en plus à la dance et s'éloigne peu à peu de la pop indé qui avait marqué les débuts du groupe.  
En 1987, le groupe enregistre son second album studio, wooden foot cops on the highway. Toujours dans l’expérimentation, le groupe tente de tenir l’équilibre entre la technologie et la chaleur de ses performances live. De nombreux musiciens extérieurs au groupe sont sollicités pour participer à l’enregistrement, réalisé dans une certaine précipitation et sous la pression de CBS. La critique est mitigée. Les singles Wheels turning et You Make me Feel sont des succès publics, Stop this Car cartonne particulièrement en Californie. 
Le groupe enchaine les tournées, drainant des foules de plus en plus impressionnantes, participant aux festivals les plus importants et accédant au statut de star au Japon. 

### Difficultés
Les Woodentops vont connaître des difficultés à partir du début des années 1990. La scène musicale se transforme, et le positionnement complexe du groupe, pont entre la pop indé et la dance, brouille son image. De plus, les difficultés financières de Rough Trade Records empêchent le groupe de sortir des disques sous son propre nom pendant près de trois ans. Les Woodentops sortent cependant des singles, toujours plus électroniques et calibrés pour les dancefloors. Conehead et Tainted world sont des hits techno, le premier en Europe, le second aux États-Unis. 
Lors de la tournée organisée en Europe (Angleterre, France, Espagne) en 1992, le  groupe est renforcé par des musiciens qui lui donnent une couleur plus funky : Skip McDonald, Yovo M’Boueke (Bass)  et Murray Gold. Un album est enregistré mais ne sortira jamais. À la fin de 1992, les Woodentops se séparent. Rolo McGinty s’investit dans la musique électronique dans le cadre du groupe de DJ Pluto, du projet Dogs Deluxe Electronica, chantant aussi pour le Gods and monsters de Gary Lucas Simon Mawby est un temps membre du groupe The House of Love. 

### Retour
Entre 2001 et 2003, les albums du groupe sont réédités, ainsi qu’une compilation japonaise, Bamboo. Les Woodentops se reforment en septembre 2006 pour une tournée européenne, avec McGinty, Mawby, de Freitas et Staples. Pour marquer cette résurrection, les enregistrements de la BBC, notamment les Peel sessions, sont éditées en 2007. Un nouvel album est envisagé dès 2007, et le groupe retrouve une claviériste en la personne de Aine O’Keefe. Les Woodentops se produisent périodiquement, notamment au Queen Elizabeth Hall. 
Before, During, After, une intégrale de la production du groupe sort en 2013, reprenant la quasi-intégralité des chansons des Woodentops entre 1983 et 1992, augmenté de remix importants. En 2014, un nouveau disque est réalisé, Granular Tales, avec une équipe renforcée par le pianiste Richard Thomas, et où Paul Ashby a remplacé Benny Staples à la batterie. Les critiques retrouvent le son typique du groupe, la maîtrise ne venant pas amoindrir l’énergie originelle du quintet,. 

## Membres
- Rolo McGinty - chant, guitare, composition
- Simon Mawby - guitare
- Alice Thompson - claviers
- Frank de Freitas - basse
- Benny Staples - batterie

## Discographie

### Albums studio
- 1986 : Giant
- 1988 : Wooden Foot Cops on the Highway
- 2014 : Granular Tales

### Compilations
- 1985 : Straight Eight Bushwaker
- 1986 : Well, Well, Well[23]
- 1988 : Wheels turning
- 2003 : Bamboo: The Best Of The Woodentops
- 2013 : Before, During, After.

### Live
- 1987 : Hypno Beat Live

### Bootlegs
- 1985 : Hey !
- 1986 : The Woodentops (live at the Loft)
- 2006 : Vinegar

### Singles
- 1983 : Plenty
- 1984 : Move Me
- 1984 : Well Well Well
- 1985 : It Will Come
- 1986 : Good Thing
- 1986 : Everyday Living
- 1986 : Give it time
- 1986 : Love train
- 1988 : You Make Me Feel[24]
- 1988 : Wheels turning
- 2014 : Third Floor Rooftop High

### Bande originale
- 1986 : Get it on (Désordre, Olivier Assayas)